# Gagea michaelis
Gagea michaelis là một loài thực vật có hoa trong họ Liliaceae. Loài này được Golosk. miêu tả khoa học đầu tiên năm 1955.